# Gakuen Alice
Gakuen Alice (学園アリス, Gakuen Arisu) é um mangá criado por Tachibana Higuchi adaptado em anime em 2004 pelo Grupo TAC e pelo estúdio Aniplex, dirigido por Takahiro Omori e exibido nos canais NHK e Animax. O mangá possui 31 volumes e 180 capítulos e era publicado mensalmente na revista Hana to Yume, que já havia lançado posteriormente outro trabalho de Tachibana, M to N no Shouzou. O anime conta com 26 episódios e não há previsão para uma segunda temporada.

## Sinopse
Sakura Mikan e Imai Hotaru, ambas de 10 anos, são melhores amigas que vivem numa cidade de interior. Um dia, Mikan recebe uma carta de Hotaru dizendo que esta se inscreveu numa escola em Tókio e que partiria naquela manhã. Mikan corre desperadamente até sua amiga, que lhe reconforta promentendo que voltaria nas férias. Passado alguns meses, Hotaru não dá as caras, apenas envia um cartão postal pedindo friamente que lhe mande melancias. Abalada, Mikan decide esquecer Hotaru, até que suas colegas de classe comentam que ela foi para uma tal de "Academia Alice" para gênios, onde as cartas dos alunos são censuradas e não é permitido a saída nem nas férias. Para completar, ela ouve sem querer o velho diretor agradecendo a mãe de sua amiga, porque graças à remuneração recebida pelos pais de Hotaru a única escola da cidade não faliu. Indignada com o "egoísmo" de Hotaru, Mikan decide fugir de casa e entrar nessa tal escola, mas ela logo descobre que as pessoas que são aceitas não são exatamente gênios.

## Personagens
Mikan Sakura ( 桜 みかん Sakura Mikan )
Uma garota energética e alegre, vai até a academia Alice para poder reencontrar sua melhor amiga Hotaru Imai. Inicialmente não é aceita por seus colegas de classe por ser muito ingênua e boba mais com o tempo conquista a amizade e confiança de todos até mesmo de Natsume Hyuga (por quem é frequentemente chamada de bolinhas por sua calcinha ter essa estampa). No ranking de estrelas ela faz parte da classificação "simples", possuí alice Nulificacao ( desaparecida) Roubo (desaparecida) telepatia e Teletransporte. Inicialmente começou sendo " sem estrelas " mas provou merecer pelo menos uma estrela no anime todo faz parte da classe "especial" no mangá começa nessa classe porém após descobrir sua nova alice passou a fazer parte da classe "dangerous" (também conhecida como a classe "perigosa") no mangá se apaixona por Natsume que passa a ser seu , namorado, noivo. Ruka aparentemente se apaixona por ela porem deixa que ela fique com seu melhor amigo Natsume.
[Review por Seins Scans]
Mikan Sakura segue a sua melhor amiga Hotaru Imai para uma escola só para gênios, ou é o que parece.Sendo aceita por essa academia, cheia de pessoas com incríveis poderes chamadas de Alices, ela se depara com momentos repletos de felicidades,luz,alegrias e um segredo obscuro do qual ela é a chave.Com o passar do tempo,Mikan aprende o significado de ser uma Alice e também descobre seu passado, arrisca sua vida e até…encontra o seu amor verdadeiro?Leia sobre as suas aventuras recheadas com comédia,adrenalina e romance em Gakuen Alice.